# Карагузінська сільська рада
Карагу́зінська сільська рада (рос. Карагузинский сельский совет) — сільське поселення у складі Сарактаського району Оренбурзької області Росії.
Адміністративний центр та єдиний населений  — село Карагузіно.

## Населення
Населення — 253 особи (2019; 319 в 2010, 340 у 2002).